# Station Hov (Noorwegen)
Station Hov is een station in Hov in de gemeente Søndre Land in fylke Innlandet in Noorwegen. Het stationsgebouw dateert uit 1902. Hov ligt aan Valdresbanen, die sinds 1988 gesloten is voor personenvervoer. 